# Konrad Sychalla
Konrad Sychalla (* 25. November 1888 in Bobrownik, Oberschlesien; † 14. September 1959 in Berlin-Zehlendorf) war ein deutscher Politiker (KPD).

## Leben und Wirken
Sychalla besuchte die Volksschule. Anschließend wurde er zum Landschaftsgärtner ausgebildet. Nach dem Ersten Weltkrieg wurde Sychalla Mitglied der Kommunistischen Partei Deutschlands (KPD). 1921 wurde er für diese Mitglied des Kreistages von Calau.
Bei der Reichstagswahl vom Mai 1924 zog Sychalla auf Reichswahlvorschlag der KPD als Abgeordneter in den Reichstag ein, dem er bis zum Dezember desselben Jahres angehörte.
Nach der nationalsozialistischen „Machtergreifung“ emigrierte Sychalla 1934 auf Parteibefehl in die Tschechoslowakei, kehrte jedoch im Juli des Jahres nach Berlin zurück. Dort war er Haussuchungen, Verhören und kurzzeitigen Inhaftierungen ausgesetzt. So wurden 1936 und 1937 auf „Heimatausstellungen“ in Steglitz und Zehlendorf bei Sychalla beschlagnahmte Bücher sowie sein Parteibuch gezeigt.